# Diocesi di Pemba
La diocesi di Pemba (in latino: Dioecesis Pembana) è una sede della Chiesa cattolica in Mozambico suffraganea dell'arcidiocesi di Nampula. Nel 2021 contava 729.300 battezzati su 2.412.780 abitanti. È retta dal vescovo António Juliasse Ferreira Sandramo.

## Territorio
La diocesi comprende l'intera provincia di Cabo Delgado nel nord del Mozambico.
Sede vescovile è la città di Pemba, dove si trova la cattedrale di San Paolo.
Il territorio è suddiviso in 22 parrocchie.

## Storia
La diocesi di Porto Amélia fu eretta il 5 aprile 1957 con la bolla Quandoquidem di papa Pio XII, ricavandone il territorio dalla diocesi di Nampula (oggi arcidiocesi).
Il 17 settembre 1976 per effetto del decreto Cum Excellentissimus della Congregazione per l'evangelizzazione dei popoli ha assunto il nome attuale.
Originariamente suffraganea dell'arcidiocesi di Lourenço Marques (oggi arcidiocesi di Maputo), il 4 giugno 1984 è entrata a far parte della provincia ecclesiastica dell'arcidiocesi di Nampula a seguito del cambio di nome della città sede della diocesi.
Nel 2021 nelle località di Mocímboa da Praia e di Mucojo si sono registrati rapimenti di centinaia di minori ad opera di gruppi terroristici islamisti, in particolare Al Shabaab, già responsabili di attentati che dal 2017 avevano causato 2500 morti. I ragazzi rapiti sono avviati all'uso delle armi, facendone dei combattenti, le ragazze vengono sfruttate sessualmente.

## Cronotassi dei vescovi
Si omettono i periodi di sede vacante non superiori ai 2 anni o non storicamente accertati.
- José dos Santos Garcia, S.M.P. † (5 aprile 1957 - 15 gennaio 1975 dimesso)
- Januário Machaze Nhangumbe (15 gennaio 1975 - 8 novembre 1993 dimesso)
  - Sede vacante (1993-1997)[2]
- Tomé Makhweliha, S.C.I. (24 ottobre 1997 - 16 novembre 2000 nominato arcivescovo di Nampula)
- Francisco Chimoio, O.F.M.Cap. (5 dicembre 2000 - 22 febbraio 2003 nominato arcivescovo di Maputo)
- Ernesto Maguengue (24 giugno 2004 - 27 ottobre 2012 dimesso)[3][4]
- Luiz Fernando Lisboa, C.P. (12 giugno 2013 - 11 febbraio 2021 nominato arcivescovo, titolo personale, di Cachoeiro de Itapemirim)
- António Juliasse Ferreira Sandramo, dall'8 marzo 2022[5]

## Statistiche
La diocesi nel 2021 su una popolazione di 2.412.780 persone contava 729.300 battezzati, corrispondenti al 30,2% del totale.
| anno | popolazione | popolazione | popolazione | presbiteri | presbiteri | presbiteri | presbiteri                | diaconi | religiosi | religiosi | parrocchie |
| anno | battezzati  | totale      | %           | numero     | secolari   | regolari   | battezzati per presbitero | diaconi | uomini    | donne     | parrocchie |
| ---- | ----------- | ----------- | ----------- | ---------- | ---------- | ---------- | ------------------------- | ------- | --------- | --------- | ---------- |
| 1970 | 100.697     | 632.158     | 15,9        | 46         | 5          | 41         | 2.189                     |         | 49        | 69        | 7          |
| 1980 | 208.000     | 1.461.000   | 14,2        | 16         | 4          | 12         | 13.000                    |         | 16        | 31        | 13         |
| 1990 | 308.705     | 1.876.000   | 16,5        | 11         | 5          | 6          | 28.064                    |         | 9         | 32        | 25         |
| 1997 | 371.578     | 2.000.000   | 18,6        | 20         | 13         | 7          | 18.578                    |         | 10        | 33        | 15         |
| 2000 | 374.873     | 1.400.000   | 26,8        | 18         | 13         | 5          | 20.826                    |         | 7         | 29        | 13         |
| 2001 | 380.000     | 1.400.000   | 27,1        | 18         | 13         | 5          | 21.111                    |         | 7         | 40        | 14         |
| 2002 | 382.676     | 2.000.000   | 19,1        | 19         | 13         | 6          | 20.140                    |         | 8         | 47        | 14         |
| 2003 | 406.000     | 2.120.000   | 19,2        | 20         | 13         | 7          | 20.300                    |         | 10        | 47        | 15         |
| 2004 | 400.000     | 1.400.000   | 28,6        | 19         | 12         | 7          | 21.052                    |         | 9         | 68        | 14         |
| 2013 | 621.000     | 1.968.000   | 31,6        | 25         | 19         | 6          | 24.840                    |         | 17        | 71        | 21         |
| 2016 | 670.000     | 2.121.000   | 31,6        | 25         | 16         | 9          | 26.800                    |         | 18        | 67        | 24         |
| 2019 | 695.289     | 2.333.278   | 29,8        | 43         | 19         | 24         | 16.169                    |         | 37        | 73        | 22         |
| 2021 | 729.300     | 2.412.780   | 30,2        | 41         | 19         | 22         | 17.787                    |         | 37        | 76        | 22         |